# جاي بي. إدواردز
جاي بي. إدواردز (بالإنجليزية: J. B. Edwards)‏ هو كاتب مسرحي أمريكي، ولد في 3 أكتوبر 1951.